# Daniel Cady
Daniel Cady (29 de abril de 1773 - 31 de outubro de 1859) foi um proeminente advogado, político e juiz norte-americano no interior do estado de Nova York.

### Legado
Ele é considerado por alguns o pai do condado de Fulton, praticamente arquitectando a criação do condado em 1838, depois de a sede do condado de Montgomery ter sido transferida de Johnstown para Fonda, em Nova York. O condado recém-criado recebeu o nome de Robert Fulton, primo da esposa de Cady.